# Großsteingrab Loon
Das Großsteingrab Loon ist eine megalithische Grabanlage der jungsteinzeitlichen Westgruppe der Trichterbecherkultur in Loon, einem Ortsteil von Assen in der niederländischen Provinz Drenthe. Das Grab trägt die van-Giffen-Nummer D15.

## Lage
Das Grab befindet sich nördlich von Loon an der Einmündung eines Feldwegs in den Heirweg. In der näheren Umgebung gibt es weitere Großsteingräber: 2,5 km südlich befindet sich das Großsteingrab Balloo (D16) und 3,7 km nordöstlich das Großsteingrab Gasteren (D10).

## Forschungsgeschichte

### 17.–19. Jahrhundert
Das Grab wurde erstmals 1654 von A. van Slichtenhorst erwähnt. 1809 erfolgte eine Grabung durch Johannes Hofstede. Leonhardt Johannes Friedrich Janssen, Kurator der Sammlung niederländischer Altertümer im Rijksmuseum van Oudheden in Leiden, besuchte 1847 einen Großteil der noch erhaltenen Großsteingräber der Niederlande, darunter auch das Grab von Loon, und publizierte im folgenden Jahr das erste Überblickswerk mit Baubeschreibungen und schematischen Plänen der Gräber. 1870 wurde die Anlage erstmals restauriert. Janssens Nachfolger Willem Pleyte unternahm 1874 zusammen mit dem Fotografen Jan Goedeljee eine Reise durch Drenthe und ließ dort erstmals alle Großsteingräber systematisch fotografieren. Auf Grundlage dieser Fotos fertigte er Lithografien an. Conrad Leemans, Direktor des Rijksmuseums, unternahm 1877 unabhängig von Pleyte eine Reise nach Drenthe. Jan Ernst Henric Hooft van Iddekinge, der zuvor schon mit Pleyte dort gewesen war, fertigte für Leemans Pläne der Großsteingräber an. Leemans’ Bericht blieb allerdings unpubliziert. 1878 erfolgte eine Dokumentation durch William Collings Lukis und Henry Dryden, die auf Anregung von Augustus Wollaston Franks die Provinz Drenthe bereisten und dabei sehr genaue Grundriss- und Schnittzeichnungen von 40 Großsteingräbern anfertigten.

### 20. und 21. Jahrhundert
Zwischen 1904 und 1906 dokumentierte der Mediziner und Amateurarchäologe Willem Johannes de Wilde alle noch erhaltenen Großsteingräber der Niederlande durch genaue Pläne, Fotografien und ausführliche Baubeschreibungen. Der Großteil seiner Aufzeichnungen ist verloren gegangen, die Dokumentation des Grabes bei Loon ist hingegen noch erhalten. 1918 dokumentierte Albert Egges van Giffen die Anlage für seinen Atlas der niederländischen Großsteingräber. 1952 wurde das Grab archäologisch untersucht und anschließend erneut restauriert. 1965 und 1993 erfolgten weitere Restaurierungen. 1974 wurden bei einer Raubgrabung im Eingangsbereich des Grabes Gegenstände gefunden, die mehrere Jahrhunderte nach dem Bau des Grabes von Angehörigen der endneolithischen Glockenbecherkultur (2600–2200 v. Chr.) deponiert worden waren. Seit 1992 ist die Anlage ein Nationaldenkmal (Rijksmonument). 2017 wurde die Anlage zusammen mit den anderen noch erhaltenen Großsteingräbern der Niederlande in einem Projekt der Provinz Drente und der Reichsuniversität Groningen von der Stiftung Gratama mittels Photogrammetrie in einem 3D-Atlas erfasst.

## Beschreibung

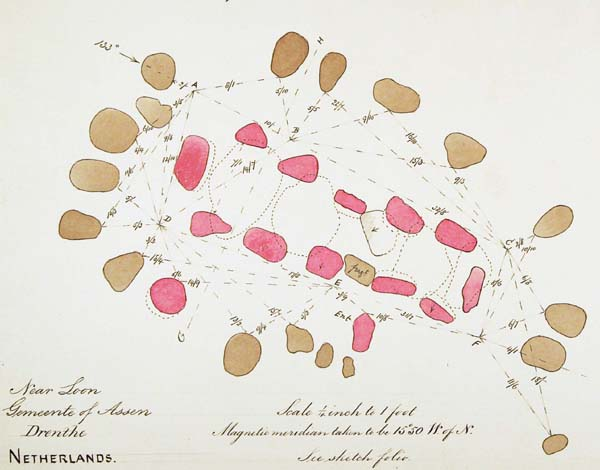
Grundriss des Großsteingrabs Loon (D15), angefertigt von Henry Dryden (1878)

Bei der Anlage handelt es sich um ein ostsüdost-westnordwestlich orientiertes Ganggrab. Die ovale steinerne Umfassung ist noch gut erhalten. Von den ursprünglich 23 Steinen stehen heute noch 18. Die Hügelschüttung wurde bei der Restaurierung von 1870 weitgehend abgetragen. Die Grabkammer hat eine Länge von 9,6 m und eine Breite von etwa 3,6 m. Sie besteht aus fünf Wandsteinpaaren an den Langseiten, je einem Abschlussstein an den Schmalseiten und fünf Decksteinen. Vier Decksteine liegen noch auf den Wandsteinen auf, der mittlere liegt zerbrochen in der Kammer. Zwischen dem von Osten aus gesehenen zweiten und dem dritten Wandstein der südlichen Langseite befindet sich der Zugang zur Kammer. Diesem ist ein Gang aus zwei Wandsteinpaaren und einem Deckstein vorgelagert.

## Funde

### Bestattungen
Aus dem Grab stammen Reste von Leichenbrand. Die geborgene Menge betrug 752,9 g. Die Knochen gehörten zu drei Individuen, die im Erwachsenenalter gestorben waren. Es handelte sich um einen Mann, eine Frau und eine Person, deren Geschlecht nicht sicher bestimmt werden konnte.

### Beigaben
Bei der Raubgrabung von 1974 wurden im Eingangsbereich der Anlage zwei Glockenbecher und ein kleines Stück Kupfer oder Bronze mit einer Länge von 4,5 cm und einer Breite von 3,5 cm gefunden. Diese Gegenstände befinden sich heute im Drents Museum.
Das Rijksmuseum van Oudheden in Leiden besitzt einige Altfunde aus dem Großsteingrab Loon: Ein Keramikgefäß der Trichterbecherkultur, ein vorgeschichtliches Feuerstein-Beil und ein frühmittelalterliches Bootsmodell aus Keramik.

Funde aus Grab D15 im Rijksmuseum van Oudheden
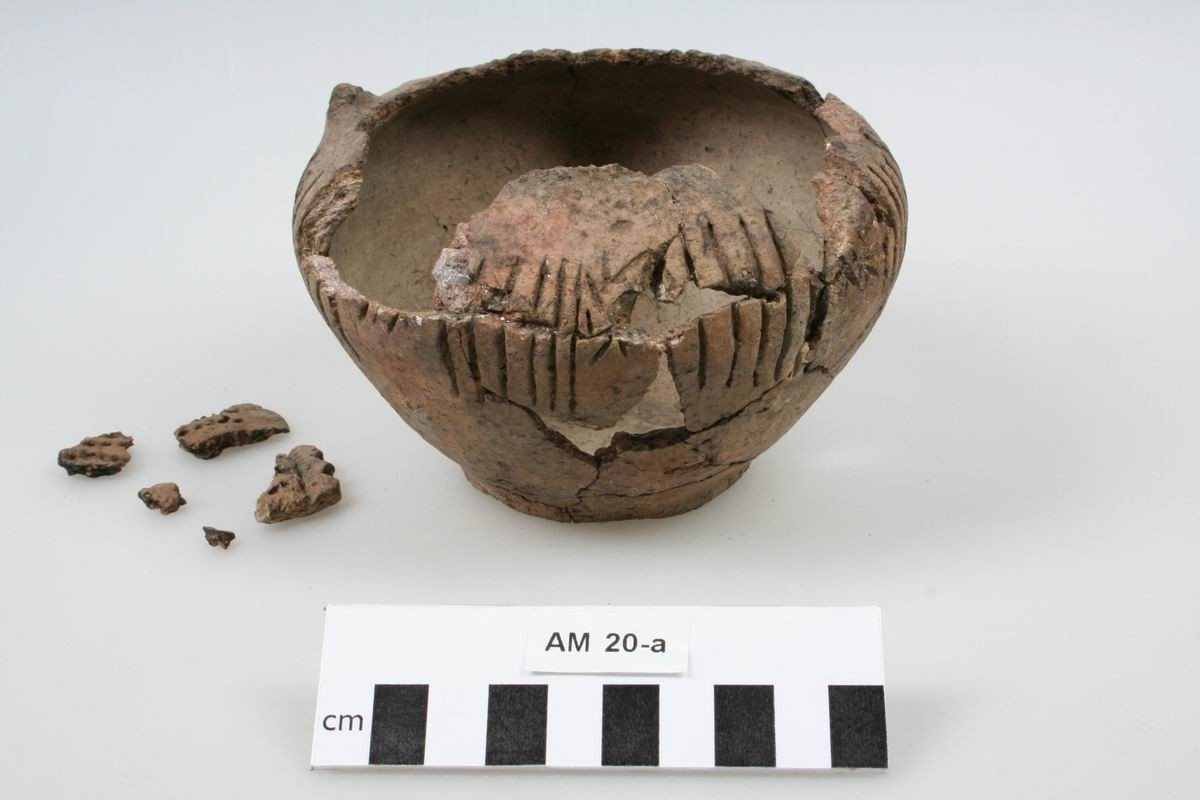
Gefäß
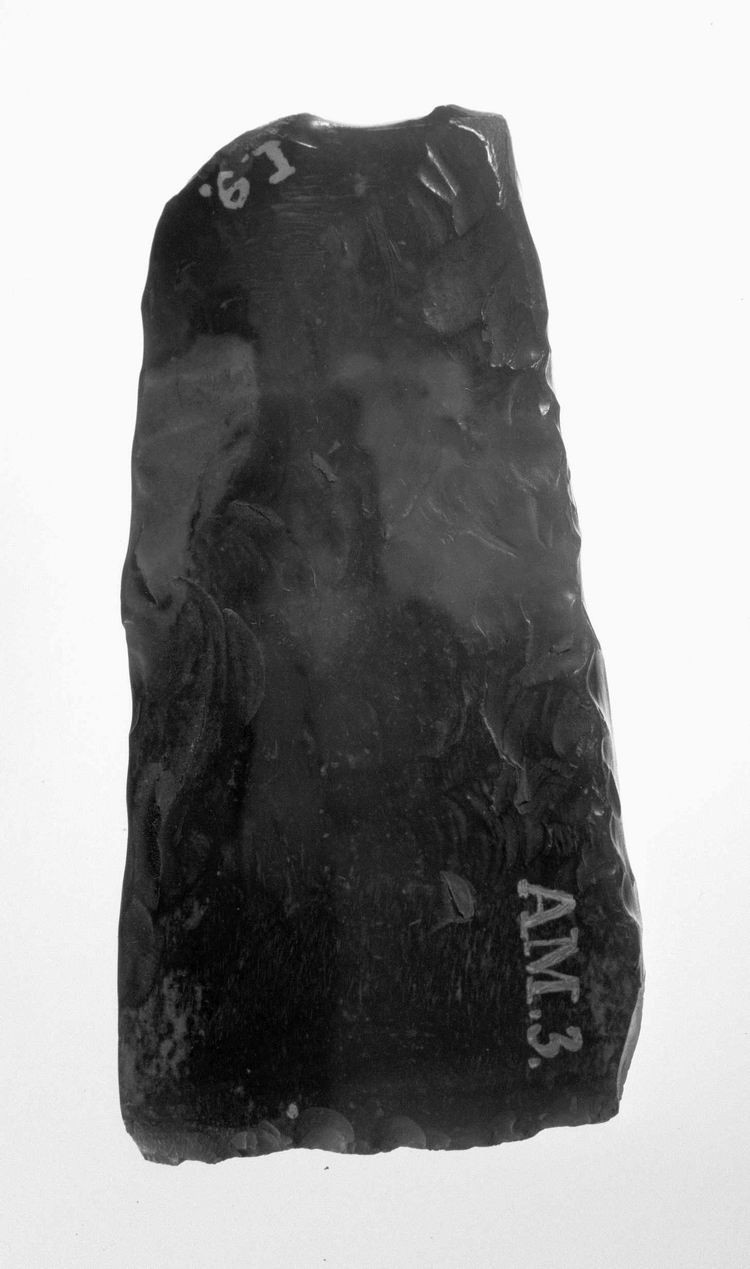
Feuerstein-Beil
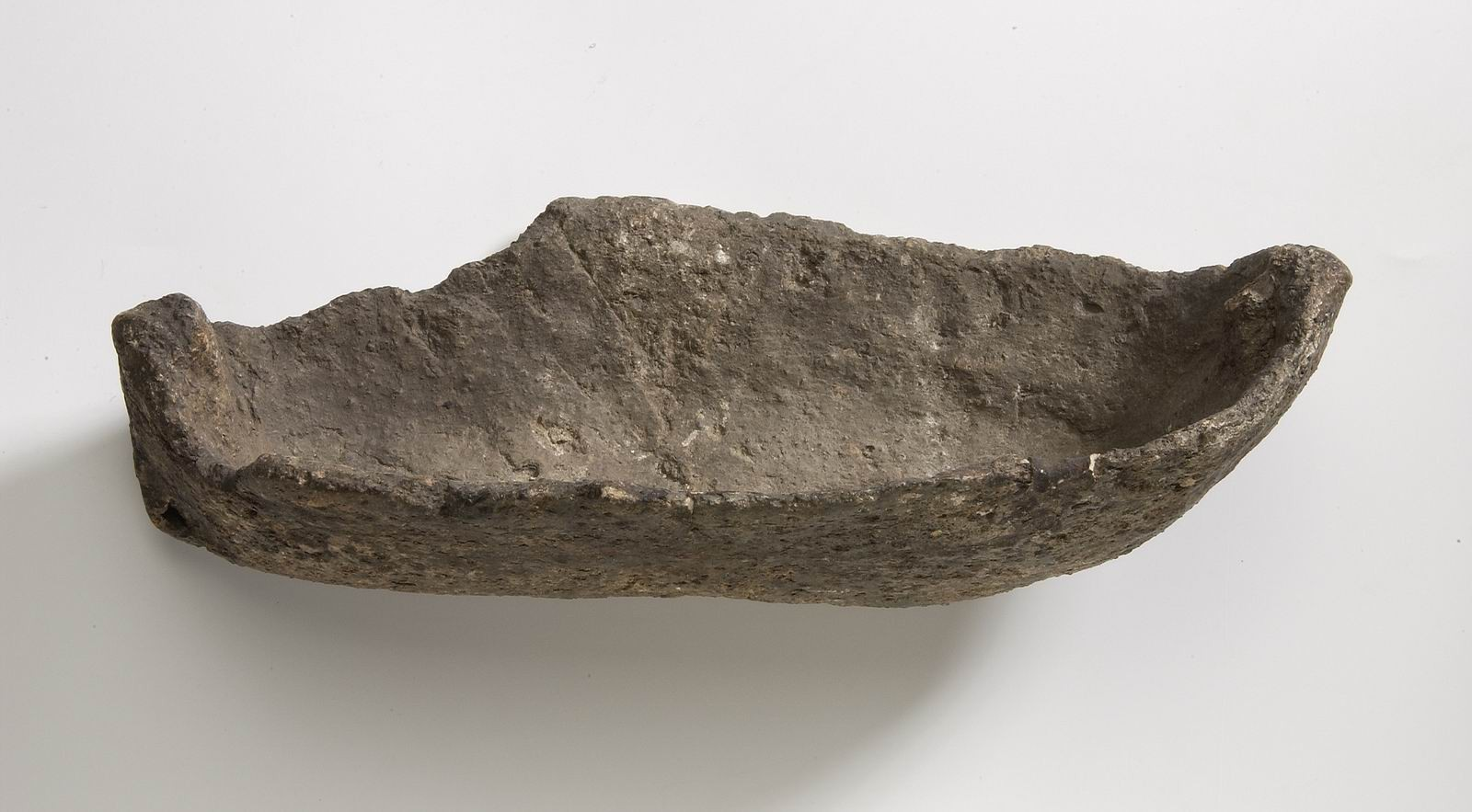
Bootsmodell

Im Grab wurden auch geringe Reste von verbrannten Tierknochen gefunden. Die geborgene Menge betrug 80 g. Ein Knochen stammte möglicherweise von einem Pferd, ein anderer vom Schwein oder Rind. Unter den Knochen befand sich ein Stück, das als Meißel verwendet worden war.